# Věta o dimenzích jádra a obrazu
Věta o dimenzích jádra a obrazu též zvaná věta o hodnosti a defektu či věta o hodnosti a nulitě je tvrzení z lineární algebry jež uvádí souvislost dimenzí jistých podprostorů vektorového prostoru.
Větu lze zformulovat pro lineární zobrazení: 
- je-li dimenze definičního oboru libovolného lineárního zobrazení konečná, potom je rovna součtu dimenze jeho jádra a dimenze jeho oboru hodnot;

a analogicky i pro matice:
- počet sloupců libovolné matice je roven součtu její hodnosti a její nulity.

V důsledku pak platí, že lineární zobrazení mezi vektorovými prostory stejné konečné dimenze je izomorfismem, právě když je prosté (injektivní) nebo je na (surjektivní).

Obraz a jádro lineárního zobrazení z prostoru do prostoru.

## Formální znění

### Pro lineární zobrazení
Nechť {\displaystyle f:V\to W} je lineární zobrazení mezi dvěma vektorovými prostory, kde prostor {\displaystyle V} má konečnou dimenzi. Pak platí:
{\displaystyle \dim f(V)+\dim \operatorname {ker} f=\dim V},
kde {\displaystyle \operatorname {ker} (f)} značí jádro zobrazení {\displaystyle f} a symbol {\displaystyle f(V)} značí podprostor prostoru {\displaystyle W} shodný s oborem hodnot zobrazení {\displaystyle f}.

### Pro matice
Lineární zobrazení mezi prostory konečné dimenze lze reprezentovat maticemi. Matice {\displaystyle {\boldsymbol {A}}} typu {\displaystyle m\times n} nad tělesem {\displaystyle T} odpovídá lineárnímu zobrazení {\displaystyle f:T^{n}\to T^{m}} danému předpisem {\displaystyle f({\boldsymbol {x}})={\boldsymbol {Ax}}}. Obráceně, ke každému lineárnímu zobrazení {\displaystyle f:T^{n}\to T^{m}} lze nalézt matici {\displaystyle {\boldsymbol {A}}}, aby platilo totéž.
Dimenze definičního oboru zobrazení {\displaystyle f} je {\displaystyle n}, což je počet sloupců matice {\displaystyle {\boldsymbol {A}}} a věta o hodnosti a nulitě pro matici {\displaystyle {\boldsymbol {A}}} odpovídá vzathu: 
{\displaystyle \operatorname {rank} {\boldsymbol {A}}+\dim \operatorname {ker} {\boldsymbol {A}}=n}.
Verze pro lineární zobrazení je obecnější ve dvou ohledech:
prostory {\displaystyle V} a {\displaystyle W} nemusí být aritmetické {\displaystyle T^{n}}, resp. {\displaystyle T^{m}}, a dokonce ani dimenze cílového prostoru nemusí {\displaystyle W} být konečná. 
Navzdory tomu z maticové verze vyplývá i obecnější verze pro zobrazení, protože obor hodnot {\displaystyle f(V)} je ve {\displaystyle W} podprostorem  konečné dimenze. Pro {\displaystyle V} i {\displaystyle f(V)} lze volbou libovolných bází získat podprostory izomorfní {\displaystyle T^{n}} a {\displaystyle T^{m}}, a pak zobrazení {\displaystyle f} reprezentovat maticí {\displaystyle {\boldsymbol {A}}}. Volba báze prostoru {\displaystyle V} udává i izomorfismus mezi jádry {\displaystyle \ker f} a {\displaystyle \ker {\boldsymbol {A}}}, a proto obě jádra mají stejnou dimezi. Vztah vyslovený pro matice se pak přenese i na lineární zobrazení.

## Ukázka
Kolmá projekce třírozměrného eukleidovského prostoru {\displaystyle \mathbb {R} ^{3}} do roviny dané prvními dvěma osami je lineární zobrazení z prostoru dimenze 3, jehož obor hodnot je dvoudimezionální rovina. Jádrem zobrazení je přímka shodná se třetí osou, čili podprostor dimenze 1. 
Vztah uvedený ve větě odpovídá rovnosti: 
{\displaystyle \dim f(\mathbb {R} ^{3})+\dim \operatorname {ker} f=2+1=3=\dim \mathbb {R} ^{3}}.
Zmíněnému zobrazení {\displaystyle f:\mathbb {R} ^{3}\to \mathbb {R} ^{2}} odpovídá matice 
{\displaystyle {\boldsymbol {A}}={\begin{pmatrix}1&0&0\\0&1&0\\\end{pmatrix}}}
Jádro matice tvoří všechny skalární násobky vektoru {\displaystyle (0,0,1)^{\mathrm {T} }}, což je podprostor prostoru {\displaystyle \mathbb {R} ^{3}} dimenze 1.
Maticová verze věty odpovídá rovnosti: 
{\displaystyle \operatorname {rank} {\boldsymbol {A}}+\dim \operatorname {ker} {\boldsymbol {A}}=2+1=3},
přičemž na pravé straně vychází počet sloupců matice {\displaystyle {\boldsymbol {A}}}.

## Důkazy

### Neformální argument pomocí řešení soustav
Hodnost matice {\displaystyle {\boldsymbol {A}}} je rovna počtu lineárně nezávislých sloupců. Její jádro je tvořeno množinou řešení homogenní soustavy lineárních rovnic {\displaystyle {\boldsymbol {Ax}}={\boldsymbol {0}}}.
Z výpočtu hodnosti i z řešení Gaussovou eliminací vyplývá, že hodnost odpovídá počtu bázických proměnných, zatímco dimenze jádra počtu volných proměnných. Každá proměnná odpovídá jednomu sloupci matice. 
Platnost věty pak vyplývá z jednoduchého argumentu, že celkový počet bázických a volných proměnných je roven počtu sloupců dané matice.

### Konstrukce bází
Nechť {\displaystyle V,W} jsou vektorové prostory nad nějakým tělesem {\displaystyle T}, kde {\displaystyle \dim V=n}, a nechť {\displaystyle f} je lineární zobrazení z {\displaystyle V} do {\displaystyle W}.
Protože {\displaystyle \operatorname {ker} f} je podprostorem prostoru {\displaystyle V}, má nějakou bázi 
{\displaystyle \{{\boldsymbol {v}}_{1},\ldots ,{\boldsymbol {v}}_{k}\}}, 
kde {\displaystyle k=\dim \operatorname {ker} f}.
Pomocí Steinitzova lemmatu o výměně lze rozšířit množinu vektorů {\displaystyle \{{\boldsymbol {v}}_{1},\ldots ,{\boldsymbol {v}}_{k}\}} o  celkem {\displaystyle n-k} lineárně nezávislých vektorů {\displaystyle {\boldsymbol {v}}_{k+1},\ldots ,{\boldsymbol {v}}_{n}} na bázi prostoru {\displaystyle V}.
Zbývá ověřit, že množina {\displaystyle \{f({\boldsymbol {v}}_{k+1}),\ldots ,f({\boldsymbol {v}}_{n})\}} je jednou z možných bází prostoru {\displaystyle f(V)}.
Pro libovolný vektor {\displaystyle {\boldsymbol {w}}\in f(V)} existuje alespoň jeden vektor {\displaystyle {\boldsymbol {u}}\in V} takový, že {\displaystyle f({\boldsymbol {u}})={\boldsymbol {w}}}. Vektor {\displaystyle {\boldsymbol {u}}} lze vyjádřit jako lineární kombinaci vektorů báze {\displaystyle \{{\boldsymbol {v}}_{1},\ldots ,{\boldsymbol {v}}_{n}\}} s koeficienty {\displaystyle a_{1},\dots ,a_{n}}:
{\displaystyle {\boldsymbol {u}}=\sum _{i=1}^{n}a_{i}{\boldsymbol {v}}_{i}}
Protože {\displaystyle f} je lineární zobrazení, lze libovolně zvolený vektor {\displaystyle {\boldsymbol {w}}} vyjádřit výrazem:
{\displaystyle {\boldsymbol {w}}=f({\boldsymbol {u}})=f\left(\sum _{i=1}^{n}a_{i}{\boldsymbol {v}}_{i}\right)=\sum _{i=1}^{n}a_{i}f({\boldsymbol {v}}_{i})=\sum _{i=1}^{k}a_{i}f({\boldsymbol {v}}_{i})+\sum _{i=k+1}^{n}a_{i}f({\boldsymbol {v}}_{i})=\sum _{i=k+1}^{n}a_{i}f({\boldsymbol {v}}_{i})},
a tak vektory {\displaystyle f({\boldsymbol {v}}_{k+1}),\ldots ,f({\boldsymbol {v}}_{n})} generují prostor {\displaystyle f(V)}.
Při eliminaci první ze sum byl využit předpoklad, že vektory {\displaystyle {\boldsymbol {v}}_{1},\ldots ,{\boldsymbol {v}}_{k}} tvoří bázi jádra {\displaystyle \operatorname {ker} f}:
{\displaystyle \sum _{i=1}^{k}a_{i}f({\boldsymbol {v}}_{i})=\sum _{i=1}^{k}a_{i}{\boldsymbol {0}}={\boldsymbol {0}}}
V hypotetické situaci, kdyby vektory {\displaystyle f({\boldsymbol {v}}_{k+1}),\ldots ,f({\boldsymbol {v}}_{n})} netvořily bázi a byly tudíž lineárně závislé, bylo by možné najít koeficienty {\displaystyle b_{k+1},\dots ,b_{n}} netriviální lineární kombinace takové, že: 
{\displaystyle \sum _{i=k+1}^{n}b_{i}f({\boldsymbol {v}}_{i})={\boldsymbol {0}}}
Potom by vektor {\displaystyle {\boldsymbol {u}}}, daný výrazem {\displaystyle {\boldsymbol {u}}=\sum _{i=k+1}^{n}b_{i}{\boldsymbol {v}}_{i}}, byl netriviálním prvkem jádra, protože:
{\displaystyle f({\boldsymbol {u}})=f\left(\sum _{i=k+1}^{n}b_{i}{\boldsymbol {v}}_{i}\right)=\sum _{i=k+1}^{n}a_{i}f({\boldsymbol {v}}_{i})={\boldsymbol {0}}}
Ovšem {\displaystyle {\boldsymbol {u}}} bybylo možné vyjádřit jako lineární kombinaci vektorů báze jádra {\displaystyle {\boldsymbol {u}}=\sum _{i=1}^{k}b_{i}{\boldsymbol {v}}_{i}}. V důsledku by vektory {\displaystyle {\boldsymbol {v}}_{1},\ldots ,{\boldsymbol {v}}_{n}} netvořily bázi prostoru {\displaystyle V}, protože by byly lineárně závislé, jak dokládá lineární kombinace:
{\displaystyle \sum _{i=1}^{k}b_{i}{\boldsymbol {v}}_{i}-\sum _{i=k+1}^{n}b_{i}{\boldsymbol {v}}_{i}={\boldsymbol {u}}-{\boldsymbol {u}}={\boldsymbol {0}}}
Proto zkoumaný předpoklad, že by vektory {\displaystyle f({\boldsymbol {v}}_{k+1}),\ldots ,f({\boldsymbol {v}}_{n})} byly lineárně závislé, je sporný a ony jsou ve skutečnosti lineárně nezávislé a tudíž tvoří bázi prostoru {\displaystyle f(V)}.
Platnost věty již pak přímo vyplývá z rovnosti:
{\displaystyle \dim f(V)+\dim \operatorname {ker} f=(n-k)+k=n=\dim V}